# A Fairy Tale -青い薔薇の精-
『A Fairy Tale-青い薔薇の精-』は2019年の宝塚歌劇団のミュージカル作品。副題は「三井住友VISAカードシアター Musical」。併演作品は『シャルム!』。宝塚大劇場では2019年8月23日から9月30日、東京宝塚劇場では10月18日から11月24日まで上映された。

## 概要
この世に存在しない「青い薔薇」の精が禁断の罪で自然界の掟に逆らい流浪する経緯を描いた作品で、花組トップスター・明日海りおの退団公演であり、トップ娘役・華優希の大劇場お披露目公演でもある。

## あらすじ
19世紀半ばの大英帝国は産業革命で隆盛を極め、全世界から植物がロンドンに集められ流行していた。植物研究家のハーヴェイは長年枯れ続けていた貴族の庭園に興味を示し、その真相究明に現地へ赴き、「青い薔薇の精」と名乗る不思議な男と出会う。「青い薔薇の精」を通して庭園と彼にまつわる真実を知る。

## 出演
- エリュ：明日海りお[3]
- シャーロット：華優希
- ハーヴェイ：柚香光

他、宝塚歌劇団花組生徒

## スタッフ
- 作・演出：植田景子[1]